# Thomas Earnshaw
Thomas Earnshaw (4 de febrero de 1749 - 1 de marzo de 1829) fue un relojero inglés que, siguiendo los trabajos anteriores de John Arnold, simplificó aún más el proceso de producción de cronómetros marinos, poniéndolos a disposición del público en general. También es conocido por las mejoras que introdujo en el reloj de tránsito en el Real Observatorio de Greenwich de Londres y por la invención de un mecanismo de escape y un tipo de volante de compensación bimetálico.

## Semblanza

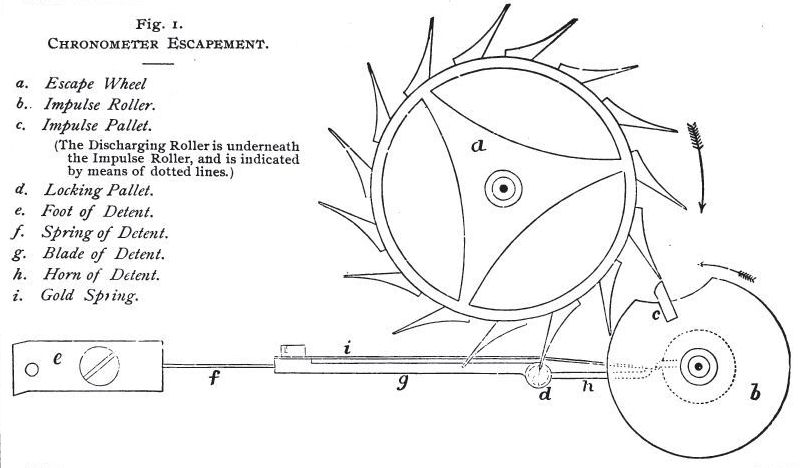
Diagrama del escape de retén del cronómetro estándar de Earnshaw

En 1780, ideó una modificación del mecanismo de escape, cuyo retén se montaba sobre un resorte en lugar de pivotes. Este escape con retén de resorte fue patentado por Thomas Wright (para quien trabajaba) en 1783. Si bien inicialmente el diseño era rudimentario y fallido, con modificaciones posteriores se convirtió en el modelo estándar para los cronómetros marinos, tras la invención del escape con retén por Pierre Le Roy en 1748. John Arnold también inventó un escape similar en 1782.
En 1805, Earnshaw y Arnold recibieron premios de la Junta de Longitud por sus mejoras en los cronómetros. Earnshaw recibió 2.500 libras esterlinas y el hijo de John Arnold, John Roger Arnold, percibió 1.672 libras. El volante de compensación bimetálico y el escape con resorte de retención, diseñados por Earnshaw, se han utilizado prácticamente de forma universal en los cronómetros marinos desde entonces, y por este motivo Earnshaw es considerado uno de los pioneros en el desarrollo de los cronómetros.
Aunque se dedicó principalmente a los cronógrafos, también construyó grandes relojes para algunas instituciones. A petición de Nevil Maskelyne, fabricó un reloj para el Observatorio de Armagh. Este reloj incorporaba el nuevo diseño de escape de Earnshaw y presentaba varias características novedosas, como una caja hermética (diseñada para reducir el polvo y las corrientes de aire). Fue muy elogiado por Thomas Romney Robinson en el siglo XIX, quien en aquel entonces lo consideraba el reloj más preciso del mundo. En 1794, su precio de compra fue de 100 libras y Earnshaw cobró otras 100 libras por llevarlo a Armagh e instalarlo en el nuevo observatorio.
El observatorio también adquirió el segundo reloj de Earnshaw, que registraba el tiempo sidéreo en combinación con un telescopio de montura ecuatorial diseñado por Edward Troughton.

## Cronómetros en viajes notables

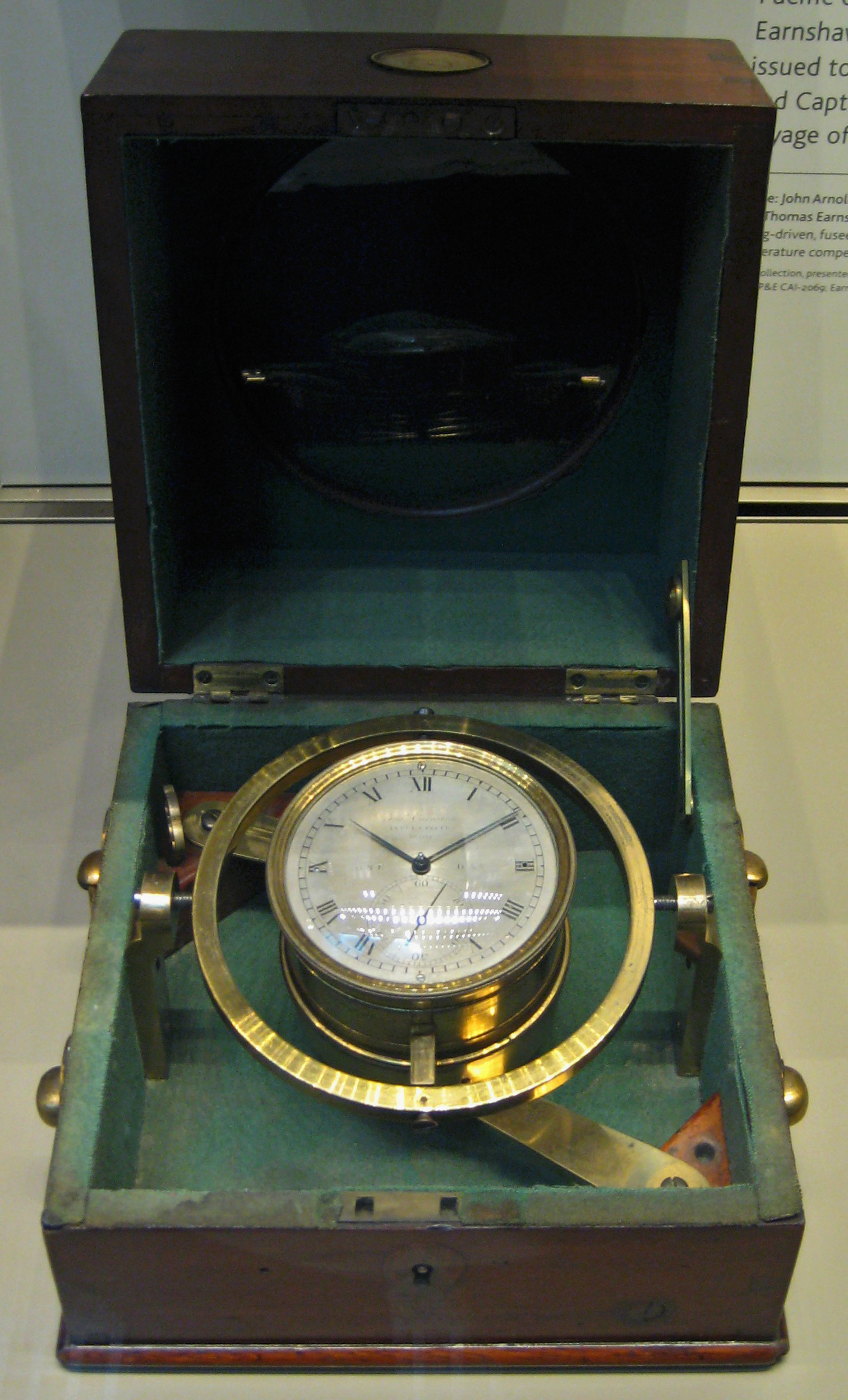
Cronómetro marino Earnshaw No. 506

En julio de 1791, el capitán William Bligh compró, en nombre del almirantazgo británico, el cronómetro n.º 1 de Earnshaw. En 1503, al precio de 40 guineas. Bligh comandó una expedición en el buque HMS Providence para transportar plantas del árbol del pan desde Tahití hasta las Indias Occidentales. Esta fue la segunda expedición que Bligh emprendió con esta misión. La primera expedición, con el buque HMS Bounty, terminó con el infame episodio conocido como el motín del Bounty, liderado por Fletcher Christian, y a consecuencia del cual Bligh solo pudo regresar a Inglaterra superando grandes dificultades. Sin embargo, la segunda expedición fue un éxito rotundo.
Alrededor de 1796, Earnshaw, quien había perdido temporalmente el interés por la recompensa de la Junta de Longitud, se sintió tentado de nuevo a intentar  ganarla, al enterarse de que Josiah Emery no la había conseguido. Earnshaw tenía una mala opinión de los cronómetros de Emery y afirmaba que un cronómetro suyo ya existente, el n.º 265, podría superar al de Emery, a pesar de que acababa de regresar de un viaje a las Indias Occidentales y no había sido limpiado (el aceite sucio perjudica el funcionamiento de un cronómetro). Earnshaw demostró fácilmente su acierto y su cronómetro obtuvo una buena velocidad promedio durante una prueba de 12 meses. Sin embargo, no obtuvo ninguna recompensa porque el método de evaluación requería que la velocidad de la pieza durante el primer mes se utilizara como referencia para la prueba, en lugar de la cronometración absoluta del instrumento. Irónicamente, este método había sido propuesto originalmente por Maskelyne, aliado de Earnshaw.
En junio de 1801, el barco de Matthew Flinders, el HMS Investigator, transportaba dos cronómetros Earnshaw E520 y E543 en sus cajas, a un costo de 100 guineas cada uno. El buque, que también transportaba dos cronómetros de Arnled en una primera circunnavegación, debería cartografiar la costa de Australia. El cronómetro, E520, estaba montado en una caja de madera con cardanes para compensar el movimiento del barco. Flinders bajaba a tierra regularmente para comprobar la calibración de los cronómetros con respecto a las estrellas. El cronómetro Earnshaw era el único que funcionaba al final del viaje, lo que llevó a Flinders a referirse a él en su libro "A Voyage to Terra Australis" como "este excelente cronómetro". Flinders fue hecho prisionero de guerra por los franceses en Mauricio. En 1805, el capitán Aken, compañero de prisión, fue liberado y regresó a Inglaterra. Flinders le entregó los cronómetros para que los devolviera al Real Observatorio de Greenwich. Por alguna secuencia desconocida de hechos, el Earnshaw 520 fue vendido a un coleccionista australiano y en 1937 pasó a ser propiedad del Museo de Artes y Ciencias Aplicadas (el Powerhouse Museum) en Sídney. No fue hasta 1976 cuando se identificó el reloj como el cronómetro del histórico viaje de Flinders.
Entre 1831 y 1836, el cronómetro no. 509 fue transportado en el HMS Beagle en un viaje para circunnavegar el globo y establecer con gran precisión, por primera vez, una cadena de puntos alrededor del mundo con una longitud conocida. El barco estaba comandado por el capitán Robert FitzRoy, futuro vicealmirante y fundador del Met Office. Este fue solo uno de los muchos cronómetros que viajaron a bordo del Beagle, ya que se requería gran precisión para esta tarea. Este fue también el viaje que realizó Charles Darwin, quien posteriormente se inspiró para escribir su libro sobre la teoría de evolución biológica, El origen de las especies. El cronómetro es el objeto 91 de la serie de la BBC Radio 4 Una historia del mundo en cien objetos.